# Országos Magyar Diákszövetség
Az Országos Magyar Diákszövetség (röviden OMDSZ, románul Uniunea Organizațiilor Studențești Maghiare din România - U.O.S.M.R., angolul Hungarian Students' Union of Romania) a romániai egyetemi városokban működő magyar egyetemi hallgatók szervezeteinek érdekvédelmi és képviseleti szövetsége. 1990-ben alakult, létrehozói a kolozsvári, marosvásárhelyi, brassói, jászvásári, nagyváradi magyar diákszövetségek voltak, és rövid időn belül tagszervezetté vált a temesvári diákszervezet is.

## Az OMDSZ célkitűzései
- az országban tanuló magyar diákok érdekeinek védelme és képviselete a megfelelő fórumokon,
- a romániai magyar tannyelvű felsőoktatási intézményrendszer létrehozásának és működtetésének támogatása,
- a magyar diákság szakmai tevékenységének támogatása: ösztöndíjprogramok lebonyolítása, pályázati adminisztráció (részképzések, nyári egyetemek, szakmai gyakorlatok),
- kapcsolatok teremtése és ápolása hazai és külföldi diákszervezetekkel,
- tagszervezetek tevékenységének koordinálása és segítése vezetőképzők, találkozók, diákfórumok által.

## Tagszervezetek
Az Országos Magyar Diákszövetségnek jelenleg hét tagszervezete van a nagyobb egyetemi városokban:
- Brassói Magyar Diákszövetség,
- Bukaresti Magyar Diákszövetség,
- Csíkszeredai Hallgatói Önkormányzat,
- Kolozsvári Magyar Diákszövetség,
- Marosvásárhelyi Magyar Diákszövetség,
- Nagyváradi Magyar Diákszövetség,
- Temesvári Magyar Diákszervezet.[2]

## Projektek, egyéb tevékenységek
- Felvi.ro egyetemböngésző (Románia összes egyetemét egyesítő weboldal létrehozása)
- Tehetséggondozás Erdélyben (Tudományos Diákköri Konferenciák rendszerének összetartása)
- Tudománynépszerűsítés (VIBE Koli)
- Érdekképviselet (országos és helyi szinten, parlamenti akkreditáció a Képviselőház állandó-bizottsági ülésein)
- Kapcsolatteremtés (tagszervezetek közötti kommunikációs háló, tudásmegosztás, tapasztalatcsere)
- Külkapcsolatok (Külhoni Régió elnökség, HÖOK Külhoni program tagjai)

#### Felvi.ro - az OMDSZ legnagyobb projektje:[3]
A Felvi.ro a romániai felsőoktatási intézmények adatbázisa, ahol megtalálhatóak az egyetemek információi magyar nyelven. Közel 90 egyetem, több ezer szak, felvételi információk, szálláslehetőségek és diákélettel kapcsolatos tájékoztató található az oldalon. Célunk megkönnyíteni a továbbtanulni vágyó középiskolások számára az egyetemválasztást és segíteni nekik eligazodni az egyetemista élet útvesztőiben. Emellett a Felvi.ro az egyetemisták számára is tartalmaz hasznos funkciókat, mint például a kreditszámláló vagy a munkaközvetítő oldalak.
A Felvi.ro elődje az Egyetemi Kalauz című kiadvány volt, amelyet az OMDSZ 1997-től 2013-ig adott ki, és emellett felvételi tájékoztató körutakat szervezett, több városba is ellátogatva. A kiadvány továbbtanulási útmutató volt magyar diákoknak, amelyben a romániai egyetemek szakkínálata és a felvételivel kapcsolatos információk szerepeltek. A körutak során a kiadványban megtalálható információk mellett tájékoztatást nyújtottak a diákéletről, bentlakásokról, diákszervezetekről, ösztöndíj-lehetőségekről és a szórakozási lehetőségekről. 2020-ban, hét évvel az utolsó Egyetemi Kalauz kiadása után az OMDSZ új vezetősége és tagszervezeti hálója megreformálta az eredeti ötletet, és alkalmazkodva a mostani középiskolások igényeihez digitális térben hozza létre mindazt, amit régen a kiadvány és a körút biztosított.